# Električna letjelica
Električna letjelica je letjelica koju pokreće elektromotor, umjesto motora s unutrašnjim izgaranjem. Električna struja može dolaziti od gorivih članaka, fotonaponskih ploča, bežičnog prijenosa energije ili jednostavnije od baterija (akumulator). Električne letjelice su uglavnom još uvijek u razdoblju ispitivanja, uključivši bespilotne letjelice i letjelice s ljudskom posadom, sunčeve zrakoplove, dok su neke jedrilice s elektromotorom već dostupne na tržištu.

## Ispitivanje električnih zrakoplova

### Sunčev zmajSolar Riser
Prvi službeni let na sunčevu energiju je ostvaren 29. travnja 1979., sa sunčevim zrakoplovom Solar Riser, kojeg je sagradio Larry Mauro na osnovu letećeg zmaja. Letjelica je koristila fotonaponske ploče snage 350 W i napona 30 V, koje su punile helikopterske baterije i na taj način pogonile mali elektromotor. Letjelica je mogla letjeti 3 do 5 minuta na pogon elektromotora, dok nije dostigla visinu za jedrenje.

### Sunčeva letjelicaGossamer Penguin
Prvi let s ljudskom posadom pogonjen isključivo fotonaponski, ostvario je sunčev zrakoplov Gossamer Penguin 1980. Ubrzo nakon toga u srpnju 1981., drugi prototip Solar Challenger preletio je Engleski kanal, put dug 262 kilometara, od Pariza do Londona. Letjelica je uspjela doseći visinu 4 300 metara.

### Sunčeva letjelicaSolair 1
Sunčev letjelica Solair 1 je sagradio Günther Rochelt iz Njemačke, postavivši fotonaponske ploče na krila zrakoplova, snage oko 2 kW. 21. kolovoza 1983. uspio je letjeti 5 sati i 41 minutu, uglavnom uz pomoć sunčeve energije. Danas je ta letjelica u muzeju u Munichu.

### Sunčeve bespilotne letjelicePathfinder,CenturioniHelios
NASA je vršila pokuse na sunčevim bespilotnim letjelicama Pathfinder, Centurion i Helios. Konstrukcija takve letjelice je jednostavna: to je leteće krilo opremljeno neparnim brojem elektromotora s propelerima i baterijskim člancima. S gornje strane krila sagrađenih iz kompozitnih materijala su fotonaponski članci. Prototip Helios je u kolovozu 2001. postigao rekordnu visinu od 29 524 metara, pri čemu je na visinama iznad 29 000 metara letio neprekidno dulje od 40 minuta.

### Sunčeva letjelicaSunseeker
U nadmetanju u korištenju sunčeve energije u zrakoplovstvu, letjelica Sunseeker je s pilotom 1990. u 21 dionici, od kojih je najduža bila 400 km, preletjela cijeli američki kontinent.

### Električni zrakoplovAntares H3
Njemačka svemirska agencija ili DLR (njem. Deutsches Zentrum für Luft und Raumfahrt) u suradnji s njemačkom tvrtkom Lange Research Aircraft GmbH krenula je u izgradnju nove letjelice, koja će biti pokretana elektromotorima. Riječ je o letjelici Antares H3, koja je znatno poboljšana inačica motorne jedrilice Antares 20E, koja je svojedobno bila polazište za izradu motorne jedrilice Antares H2 (DLR-H2), također s elektropogonom.
Posebnost elektropogona na Antaresu H3 bila je uporaba sve prisutnijih i tehnološki zrelijih gorivih članaka, koje vodik elektrokemijskim procesom pretvaraju u električnu energiju za pogon elektromotora. Uporaba gorivnih članaka bila je iskušavana i na Antaresu H2, koji je u svojim probnim letovima ostvario samostalnost od 5 sati uz dolet od 750 km. Nova H3 inačica Antaresa trebala bi višestruko nadmašiti maksimalni dolet H2, koji se procjenjuje na oko 6000 km, uz boravak u zraku do 50 sati. Antares H3 će gorivne članke i spremnike vodika nositi u četiri podvjesna kontejnera, smještena na krilima koja će ovaj put imati raspon 23 m. Maksimalna težina letjelice na polijetanju trebala bi biti 1200 kg, uz maksimalnu nosivost tereta do 200 kg.

### Sunčeva letjelicaSolar Impulse
Solar Impulse je eksperimentalni zrakoplov napajan sunčevom energijom. Ima za cilj ostvariti neprekidni let danju i noću, bez goriva i zagađivanja okoline. Pogon je s električnim motorima, koji se napajaju s električnom energijom dobivenom iz sunčeve energije, tako da može u neprekidnom letu, obleteti svijet. Razvoj Solarnog impulsa, počeo je 2003. godine, zahvaljujući dvojici pilota, Bertrand Piccardu i André Borschbergu. Projekt Solar Impulse počeo s proračunom od 90 milijuna eura. Razvijali su ga švicarski i belgijski inženjeri.
Solar Impulse sunčeva je letjelica koju pokreću četiri električna motora, od kojih svaki ima 10 konjskih snaga (7,5 kW). Zrakoplov dužine 21,85 m, visine 6,40 m, te raspona krila 63,40 metara, poput onih u Airbusa A340 ima 1600 kilograma, dakle nije teži od automobila. Krila zrakoplova prekrivena su s gotovo 12 tisuća fotonaponskih članaka, a energiju akumulira u litijevim baterijama koje su teške 400 kg. Predviđeno je da leti prosječnom brzinom od 70 km/h, a brzina polijetanja mu je 35 km/h. Može letjeti na maksimalnoj visini od 8500 metara.
Solar Impulse zacijelo je najambiciozniji projekt takvog tipa. Sigurno i mnogi drugi pustolovi sanjaju obletjeti Zemlju u sunčevom letjelici, ali Bertrand Piccard je tome najbliži i u ostvarenju svojih ambicija najkonkretniji. Bertrandov plan je danonoćni let u sunčevoj letjelici s pilotom u kabini, što dosad još nije nitko izveo. S bivšim vojnim pilotom Andreom Borschbergom, s kojim će se mijenjati za upravljačem zrakoplova, Bertrand Piccard planira 2012. preletjeti zemaljsku kuglu u danonoćnom letu. Ta avantura trebala bi trajati dvadesetak dana. Sunčeva letjelica i avanturizam prelijetanja zemaljske kugle nisu sami sebi svrha. Njegov san je uz pomoć obnovljivih izvora energije letjeti dugo i bez ograničenja, bez obzira na vremenske uvjete.
Solar Impulse je imao prvi let 7. travnja 2010. dug 1,5 sati, kada je dostigao 1 200 metara. 28. maja 2010. letjelica je obavila let puneći baterije samo na sunčevu energiju. 8. srpnja 2010. je letjelica obavila let dug 24 sata, samo koristeći fotonaponske ploče.

### Sunčeva bespilotna letjelicaZephyr
Sunčeva bespilotna letjelica Zephyr je potukla nekoliko dosadašnjih rekorda. Rekordni let, doduše, nije ostvaren u samoj Velikoj Britaniji, ali ostavši u zraku dulje od tjedan dana i letjevši tako nad američkom Arizonom, na području gdje se testiraju vojne letjelice, Zephyr je srušio više rekorda u duljini leta bespilotne letjelice pokretane sunčevom energijom. Novi Zephyr je 50 % veći od prethodnog modela, pa veći raspon krila (22,5 m) ujedno znači da na ovoj bespilotnoj letjelici može biti smješteno i više baterija i više fotonaponskih ploča koji će joj osigurati samostalnost. Unatoč svemu tome, ukupna je težina letjelice tek nešto više od 50 kilograma, jer silicijske fotonaponske ploče na krilima nisu deblje od lista papira, a da bi se Zephyr uspješno vinuo u zrak, potrebna je pomoć 6 osoba na tlu.

### Električni zrakoplovPioneer Alpi 300
Električni dvosjed Pioneer Alpi 300 ima beskontaktni istosmjerni elektromotor snage 75 kW, napajan litij – polimernim baterijama. Zrakoplov je postigao brzinski rekord 12. srpnja 2009. s brzinom od 250 km/h.

### Električni zrakoplovElectro G2
Električni zrakoplov Electro G2 je električni dvosjed ili elektromotorna jedrilica, s elektromotorom snage 40 kW, litijevim baterijama, kojoj treba 17 minuta da dostigne željenu visinu, a zatim da lebdi. Ultralaki putnički zrakoplov Taurus G4, koji je konstruirala mala tvrtka iz slovenskog mjesta Ajdovščina sa 100 zaposlenih, pobijedio je na natječaju američke svemirske agencije NASA za energetski najštedljiviju letjelicu. Taurus G4 je bio najbolji jer je imao najmanju potrošnju goriva u odnosu na broj putnika u zrakoplovu i dužinu leta. Tajna tako niske potrošnje je u električnom pogonu zrakoplova, kojega u zraku drži 450 kilograma litijevih baterija.